# Olegário Benquerença
Olegário Benquerença est un arbitre portugais de football né le 18 octobre 1969 à Batalha au (Portugal). C'est un arbitre international portugais de football.
Il est arbitre depuis 1989. Il est promu dans le championnat portugais comme arbitre portugais de 1re catégorie lors de la saison 1995-1996. Il est promu arbitre international en 2001.
Il fait partie de l'AF Leiria.
Il est élu meilleur arbitre du championnat portugais lors de la saison 2008-2009.
Olegário Benquerença a notamment arbitré une demi-finale de Ligue des champions en 2010 (Inter Milan - FC Barcelone).
Il est sélectionné pour la Coupe du monde de football 2010, où il a notamment arbitré le quart de finale entre l'Uruguay et le Ghana le 2 juillet 2010.
Le 19 octobre 2010, lors d'un match de Ligue des champions entre Auxerre et l'Ajax Amsterdam, il expulse le défenseur Jean-Pascal Mignot pour contestation, alors que celui-ci s'échauffait et n'était pas encore entré sur le terrain.
Il est l'arbitre qui a donné le carton jaune à Miklos Feher quelques secondes avant sa mort le 25 janvier 2004.

## Statistiques
mis à jour à la fin de la saison 2008-2009
- 154 matches de 1re division portugaise.
- 128 matches de 2e division portugaise.